# Данкан Джонс
Данкан Джонс (англ. Duncan Jones; нар. 30 травня 1971, Лондон, Велика Британія) — англійський режисер, сценарист, продюсер, відомий за фільмами «Місяць», «Початковий код», «Warcraft: Початок». Син британського рок-співака Девіда Бові.

## Біографія

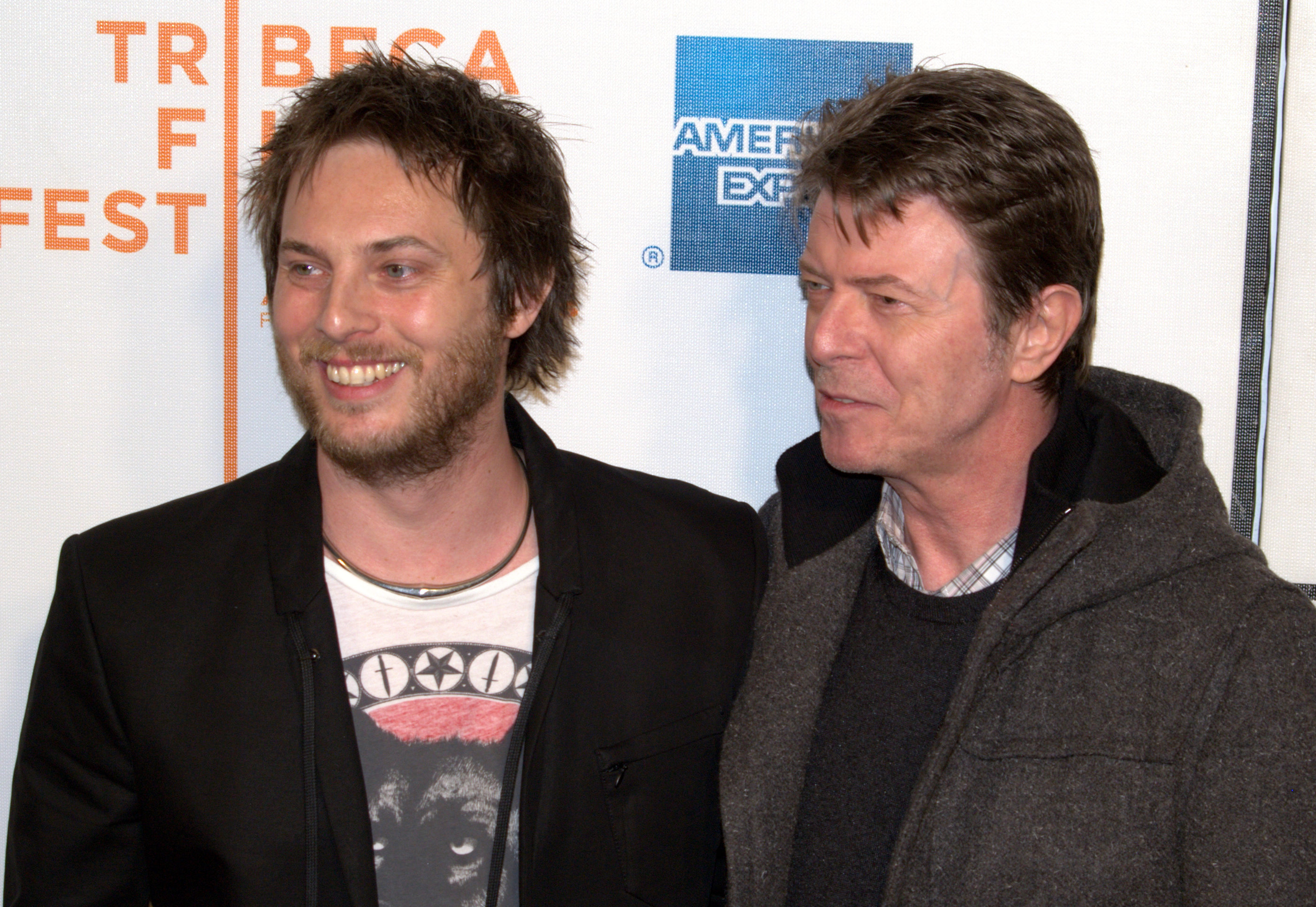
Данкан Джонс зі своїм батьком Девідом Бові (2009)

Данкан Джонс народився в Лондоні, Велика Британія, в сім'ї рок-зірки Девіда Бові та колишньої моделі з Кіпру Анджели. Після розлучення батьків син не бачив матір роками. За словами самого Джонса, це був правильний вибір, оскільки вона негативно впливала на його виховання.
У 11 років Джонс змінює своє ім'я на Джо, а через 7 років повертає собі Данкан. У 13 його відправили в шотландську школу-інтернат Gordonstoun.У 1995 він закінчує Вустерський коледж зі ступенем бакалавра філософії. Того ж року він продовжив навчання на ступінь доктора філософії в Університеті Вандербільта, який залишив у 1997, щоб вступити в Лондонську кіношколу. Джонс закінчив її у 2001.

## Особисте життя
У 2012 Данкан Джонс одружився з фотографом Роденою Ронкільйо. Про свою вагітність Родена повідомила 10 лютого 2016 через Twitter. 10 червня 2016 у пари народився син Стентон Девід Джонс, якого назвали на честь батька та дідуся Данкана.

## Кар'єра
До того як зняти перший повнометражний фільм Джонс мав досвід роботи оператором і в рекламній індустрії. Його дебютна стрічка «Місяць» вийшла в 2009. За режисерську роботу він став лауреатом премії BAFTA, отримав приз Дугласа Гікокса за найкращий режисерський дебют Британської премії незалежного кіно.
Режисерська участь Джонса в науково-фантастичному фільмі 2011 «Початковий код» відбулась завдяки Джейку Джилленголу. Актор був вражений відеорядом його першою стрічкою й хотів щоб Данкан зробив подібне в новому кінопроєкті. «Початковий код» відкривав фестиваль «South by Southwest», що відбувається в Остіні, США.
У 2016 відбулась прем'єра фільму-фентезі «Warcraft: Початок» режисером й одним із сценаристом якого був Джонс. Ця стрічка створювалась в період життєвих негараздів Данкана: невдовзі після весілля дружині було поставлено діагноз рак, його батько помер від тієї ж хвороби на початку 2016 . Сам режисер висловився з цього приводу:
| Ліві лапки | Мій фільм почався та закінчився раком. | Праві лапки |

Після стрічки «Warcraft: Початок» Данкан Джонс приступив до роботи над науково-фантастичним фільмом «Німий», про участь режисера в якому стало відомо в 2015. Ця стрічка стала відновленням співпраці Джонса зі студією Cinesite, яка створювала візуальні ефекти для його дебютної роботи «Місяць». Сюжет розгортається у близькому майбутньому, головний герой — німий бармен (Александр Скашгорд), який мешкаює в Берліні. Коли його подружка зникає без сліду, він шукає її в підземному місті. У фільм також залучені Сейнеб Салех, Пол Радд, Джастін Теру, Ноель Кларк.

## Фільмографія
| Рік  | Назва українською | Оригінальна назва | Режисер | Сценарист | Продюсер | Примітки                            |
| ---- | ----------------- | ----------------- | ------- | --------- | -------- | ----------------------------------- |
| 2002 | Свист             | Whistle           | Так     | Так       | Так      | короткометражний фільм              |
| 2009 | Місяць            | Moon              | Так     | Так       | Ні       |                                     |
| 2011 | Початковий код    | Source Code       | Так     | Ні        | Ні       |                                     |
| 2016 | Warcraft: Початок | Warcraft          | Так     | Так       | Ні       | співсценарист: Чарльз Лівітт        |
| 2018 | Німий             | Mute              | Так     | Так       | Ні       | співсценарист: Майкл Роберт Джонсон |
| 2025 |                   | Rogue Trooper     | Так     | Так       | Ні       | анімаційний фільм                   |

### Актор
| Рік  |   | Українська назва | Оригінальна назва | Роль              |
| ---- | - | ---------------- | ----------------- | ----------------- |
| 2020 | с |                  | A Teacher         | бармен (Епізод 4) |